# Leptosiphon oblanceolatus
Leptosiphon oblanceolatus är en blågullsväxtart som först beskrevs av August Brand, och fick sitt nu gällande namn av J.M. Porter och L.A. Johnson. Leptosiphon oblanceolatus ingår i släktet Leptosiphon och familjen blågullsväxter. Inga underarter finns listade i Catalogue of Life.